# 도쿄 공예대학
도쿄 공예대학(일본어: 東京工芸大学, 영어: Tokyo Polytechnic University)은 일본 도쿄도 나카노구에 나카노 캠퍼스, 가나가와현 아쓰기시에 아쓰기 캠퍼스를 두고 있는 4년제 사립대학이며 1923년에 첫 설립되었다.
사진,영상,애니메이션쪽으로 걸출한 인재를 많이 배출한 학교이다. 특히 사진학과는 일본의 광고, 패션업계에서 유명사진작가를 많이 배출하기로 명성이 높아 니혼대학예술학부와 더불어 인지도가 높다.
약칭은 工芸（코게이)

## 기초 데이터

### 주소지
- 나카노 캠퍼스（도쿄도 나카노구 혼쵸 2-9-5, 東京都中野区本町2-9-5）
부지 면적 9093m²
  - 예술학부
  - 대학원 예술학 연구과
- 아쓰기 캠퍼스（카나가와현 아쓰기시 이이야마 1583, 神奈川県厚木市飯山1583）
부지 면적 149942m²
  - 공학부
  - 대학원 공학 연구과

## 연혁
- 1923년 4월 7대 스기우라 로쿠에몬、선대의 유언을 발판삼아 코니시 사진 전문학교를 도쿄부 토요타마군 요요하타마치 하타가야（현재의 도쿄도 시부야구 혼쵸）에 설립
- 1926년3월 도쿄 사진 전문대학으로 개칭
- 1944년4월 도쿄 사진 공업전문학교로 개칭
- 1950년4월 신학제에 의거, 도쿄 사진 단기대학 으로써 도쿄도 나카노구 혼쵸 니쵸메（현 나카노 캠퍼스）에 발족（사진기술과・사진공학과 개설）
- 1962년4월 사진인쇄과 신설
- 1966년4월 가나가와현아쓰기시（현 아쓰기 캠퍼스）에 도쿄사진대학 공학부 개설（사진공학과・인쇄공학과 개설）、도쿄 사진 단기대학을 도쿄사진대학 단기대학부로 개칭
- 1967년4월 단기대학부 사진공학과를 사진응용과로 개칭
- 1973년4월 공학부에 공업화학과 개설
- 1974년4월 공학부에 건축학과 개설
- 1976년4월 공학부 인쇄공학과를 화상공학과로 명칭 변경, 공학부에 전자공학과를 개설, 공학부에 전자공학과를 설립, 단기대학부 사진인쇄과를 화상기술과로 명칭 변경
- 1977년4월 대학명을 도쿄공예대학으로 개칭, 도쿄사진대학 단기대학부를 도쿄공예대학 단기대학부 로 개칭
- 1978년4월 대학원 공학연구과 박사과정（화상공학전공, 공업화학전공）을 개설（아쓰기 캠퍼스）
- 1982년4월 도쿄공예대학 여자단기대학부（비서과）를 개설（아쓰기 캠퍼스）
- 1990년4월 대학원 공학연구과 박사과정에 건축학전공, 전자공학전공을 개설
- 1993년4월 공학부 사진공학과를 광공학과로 재편
- 1994년4월 예술학부（사진학과・영상학과・디자인학과）를 개설, 대학원 공학연구과 박사과정（공업화학전공・전자공학전공）을 개설（아쓰기 캠퍼스）, 단기대학부를 4년제로 이행
- 1997년4월 대학원 공학연구과 박사과정에 광공학전공을 개설
- 1997년 8월 단기대학부 폐지
- 1998년4월 대학원 예술학연구과 박사과정（미디어아트전공）을 개설（나카노 캠퍼스）, 예술별과 사진기술전공을 개설（나카노 캠퍼스）
- 1999년4월 공학부 공업화학과를 응용화학과로 명칭 변경
- 2000년4월 공학부 전자공학과를 전자정보공학과로 명칭 변경
- 2001년4월 대학원 공학연구과 박사과정에 건축학전공을 증설, 예술학부에 미디어아트표현학과를 개설（아쓰기 캠퍼스）, 여자단기대학부 비서과를 비즈니스정보학과로 명칭 변경
- 2002년4월 공학부 광공학과를 광정보미디어공학과로 명칭 변경, 대학원 공학연구과 박사과정에 미디어공학전공을 개설
- 2003년4월 예술학부에 애니메이션학과를 증설（아쓰기 캠퍼스）, 영문 명칭을 Tokyo Institute of Polytechnics에서 Tokyo Polytechnic University 로 변경
- 2004년4월 공학부를 미디어화상, 나노화학, 건축, 컴퓨터응용, 시스템전자정보 총 5학과로 재편
- 2007년4월 만화학과 및 애니메이션학과 게임코스를 설치
- 2009년4월 공학부 나노화학과를 생명환경화학과로 개편 및 명칭 변경
- 2010년4월 예술학과 재편, 애니메이션학과 게임코스를 게임학과로 학과승격 및 신설, 예술학부 디자인학과에 디지털커뮤니케이션코스, 미디어아트표현학과를 인터랙티브미디어학과로 개칭, 공학부 시스템전자정보학과를 전자기계학과로 개칭
- 2013년4월 예술학부 디자인학과의 비쥬얼커뮤니케이션코스, 디지털커뮤니케이션코스, 휴먼프로덕트코스를 디자인학과에 통합
- 2018년8월 스기나미 애니메이션 뮤지엄의 명명권 취득（2018년 9월부터 5년간 적용）
- 2019년 4월 공학부의 학과 재편 예정

## 교육 및 연구

### 조직

#### 학부
- 공학부
  - 공학과
    - 기계코스
    - 전기전자코스
    - 정보코스
    - 화학･원료코스
    - 건축코스
- 예술학부
  - 사진학과
  - 영상학과
  - 디자인학과
  - 인터렉티브미디어학과
  - 애니메이션학과
  - 게임학과
  - 만화학과

#### 대학원
모든 전공에 있어서 박사 전기과정・박사 후기과정이 설치 되어있다.
- 공학연구과
  - 미디어공학전공
  - 공업화학전공
  - 건축학・풍공학전공
  - 전자정보공학전공
- 예술학연구과
  - 미디어아트전공
예술학 박사학위 자체가 매우 드물어, 「화상영상미디어의 예술학 박사학위」는 도쿄공예대학에만 있다.

#### 별과
- 예술별과
  - 사진기술전공

#### 시설
- 예술 정보관（나카노 캠퍼스）
- 중앙 도서관（아쓰기 캠퍼스）
- 나카노 도서관（나카노 캠퍼스）
- 정보처리 교육연구센터（아쓰기 캠퍼스）
- 나노과학 연구센터（아쓰기 캠퍼스）
- 풍공학 연구센터（아쓰기 캠퍼스）

### 연구

#### 21세기 COE 프로그램
- 채택1건
- 2004년

기계・토목・건축・기타공학
도시・건축물의 바람작용 ( 원문 : 都市・建築物へのウインド・イフェクト )

#### 글로벌 COE 프로그램
- 채택1건
- 2008년

기계・토목・건축・기타공학
풍공학・교육연구의 개척자 ( 원문 : 風工学・教育研究のニューフロンティア )

#### 공동이용・공동연구거점
- 채택1건
- 2013년

기계・토목・건축・기타공학
풍공학연구거점 ( 원문 : 風工学研究拠点 )

#### 사립 대학 학술 연구 고도화 추진 사업
- 학술 프론티어 사업
  - 나노과학 연구센터
  - 풍공학 연구센터
- 하이테크・리서치・센터 정비사업
  - 하이퍼 미디어 연구센터

## 기요
- 예술학부기요『예술세계』
- 『도쿄공예대학 예술학부 기요』（1995.3.31 창간）
- 『도쿄공예대학 공학부 기요』（1978.12.25 창간）
- 『도쿄공예대학 공학부 기요 인문・사회편』（1978.12.25 창간）

## 대외관계
- 사공 대 간담회 - 도서관의 상호 이용
- 방송대학 학원과의 단위 호환 협정을 맺어, 방송대학에서 취득한 단위를 졸업에 필요한 단위로써 사용할 수 있다.

## 여담
1. 대학명의 공예는, 공업과 예술을 나타내는 것으로, 일반적으로 흔히들 알고있는 수공업품의 공예가 아니다.
2. "일본의 사진기술의 진흥에 기여하는 인재를 세계로 내보내고, 국가의 발전에 공헌하기 위해서는, 사진교육을 행하는 전문 학교가 필요하다."라는 이념을 이으며, 1923년에 코니시사진전문학교 라는 이름으로 설립이 되었다.
3. 일본에서 드물게, 사진학과와 미디어영상학과를 설치한 대학이다.
4. 2003년 4월, 예술학부에 일본 최초로 애니메이션 학과가 개설되었다.
5. 1923년 일본 최초의 사진학교로 코니시 로쿠 사진 공업 사장이 세운 코니시 사진 전문학교에서 발원, 저명한 사진가를 많이 배출하는 것이 특징중 하나이다.
6. 사진이 공학적 사진 기술을 이용하여 미적 가치 가 있는 사진을 만들어 내는 것을 시작으로 본교는 공학과 예술이 서로 깊이 관계하는 것을 적극적으로 파악하고, 받아들이고 있다.
7. 사실 대학의 이름에 "Polytechnic" (다양한 기술의 종합)이라는 단어가 사용되고 있다.
8. 1966년에는 공학부가 신설됐지만 이는 기존의 사진의 이론 교육에 높은 수준의 공학적 기초 교육을 학부 증설을 기회로 확장한 것으로 예술 학부의 확장으로 자리 매김할 수 있다.
9. 호즈미 에이지 교수, 미야모토 고로 교수, 미야 카와 토가교수, 키쿠치 신이치 총장 등 예술 분야의 "사진 인쇄에 정통한 교수가 사진 이론과 화학을 기초로 예술 학부 (당시 단기 대학부)에 공학부를 증설하는 공로자였음으로 당초 공학부에서는 영상 매체 공학 (인사 공학)과 나노 화학 (응용 화학)을 학문적 영역의 중심으로 커져왔다.
10. 최근, 공학부에 설치된 건축학의 성실한 성장과 더불어, 예술 학부도 사진 학과뿐만 아니라 영상학과, 디자인 학과, 인터랙티브 미디어학과, 애니메이션 학과, 게임 학과, 만화 학과 또한 크게 확대하고 있다.
11. 사진학과와 영상학과는 광고업계, 패션업계쪽에서 활발히 활동중인 일본 유수의 사진작가, 신성감독들을 배출하고 있다.
12. 일본의 거대광고제작회사 중 하나인 아마나(amana)의 회장이 이 학교출신이며, 광고쪽 취업이 잘되기로 유명하다. https://amana.jp/amana.html